# Ашагы-Аибасанлы
Ашагы-Аибасанлы (азерб. Aşağı Aybasanlı) — село в Физулинском районе Азербайджана.

## Топонимика
Название села происходит от названия ветви племени джеванширов айбасанлы, которые, поселившись здесь, и основали село. Первый же компонент Ашагы (Нижний) означает географическое расположение села.

## История
В годы Российской империи село входило в состав Джебраильский уезда Елизаветпольской губернии. В советские годы село входило в состав Физулинского района Азербайджанской ССР. В результате Первой карабахской войны в августе 1993 года перешло под контроль непризнанной Нагорно-Карабахской Республики.
В ходе Второй карабахской войны в 2020 году азербайджанская армия взяла под контроль село Ашагы-Аибасанлы. В январе 2021 года Минобороны Азербайджана распространило видео из села.

## Экономика
Основным занятием населения было сельское хозяйство, а именно земледелие, скотоводство и животноводство.